# Daniel Sisón
Daniel Sisón o Sisó (Fraga, siglo XV) fue un gramático español, maestro de mayores en Monzón y más tarde en Lérida.
De la segunda mitad del siglo XV, Daniel Sisón autor de la Perutile Danielis Sisonis grammaticale compendium ad generosum Franciscum de Luna dicatum incipit («Muy útil compendio gramátical de Daniel Sison dedicado a Francisco de Luna»). Lo único que se conoce de su vida es lo que cuenta él mismo al final de su gramática: «Danielis Sisonis Fragensis, Montissoni gymnasii magistri maioris perutile gramatices compendium ad humanisimum virum Franciscum de Luna delectum. Anno christianae salutis MCCCCXC tertio kalendas octobris felicitere explicitum: Deo gratias». La única copia conocida de la única edición del libro se encuentra en la biblioteca de la Universidad de Zaragoza.
Editada en 1490, su gramática es anterior a la de Nebrija, su maestro. De hecho, el estudioso Marco Antonio Gutiérrez ha comparado el capítulo «De ordine partium orationis» de las Introductiones Latinae de Nebrija con el capítulo «Tractatus octauus de modo construendi» del Grammaticale compendium de Sisón, llegando a la conclusión de que muy probablemente Nebrija plagió a Sisón.